# Août 1872

## Événements
- 2 août : Manuel Pardo est élu président de la République du Pérou après l’assassinat de son prédécesseur Balta (fin en 1876). Son élection met un terme à une série de coups d’État militaires. Pour la première fois, un civil est appelé à gouverner le Pérou. Les « civilistes » héritent d’une situation économique catastrophique.
  - Le guano, engrais naturel, assure la principale richesse du Pérou jusque dans les années 1870 (plus de 1 100 millions de francs-or en 25 ans). Mais en ne vivant que sur cette ressource et la perception des droits de douane, l’État est lourdement endetté lorsque Manuel Pardo arrive au pouvoir (35 millions de livres). L’épuisement des réserves de guano et l’entrée en guerre du Pérou contre le Chili provoqueront l’asphyxie du pays.

## Naissances
- 18 août : René Auberjonois, peintre suisse († 11 octobre 1957).
- 21 août : Aubrey Beardsley, graveur et dessinateur britannique († 15 mars 1898).
- 25 août : John Campbell Elliott, politicien
- 27 août : Giovanni Battista Nasalli Rocca di Corneliano, cardinal italien, archevêque de Bologne († 13 mars 1952).

## Décès
- 5 août : Charles-Eugène Delaunay, astronome et mathématicien français.
- 11 août : Andrew Smith, médecin-militaire et zoologiste britannique (° 1797).
- 19 août : Albert de Balleroy, peintre français (° 15 août 1828).